# 11339 Orlík
11339 Orlík è un asteroide della fascia principale. Scoperto nel 1996, presenta un'orbita caratterizzata da un semiasse maggiore pari a 2,4427149 UA e da un'eccentricità di 0,0693903, inclinata di 5,04391° rispetto all'eclittica.